# Stadionul Lerkendal
Lerkendal Stadion (pronunție în norvegiană [ˈlærkənˈdɑːl ˈstɑːdɪjɔn]) este un stadion de fotbal din orașul Trondheim, Norvegia. A fost construit în anul 1947 și găzduiește meciurile „de acasă” ale clubului de fotbal Rosenborg BK. Capacitatea stadionului este de 21.850 de locuri (21.620 la meciurile internaționale). Dimensiunile terenului sunt de 105x60 metri.